# Manoir de Conveau
Le manoir de Conveau est un édifice situé à Gourin en France.

## Localisation
Le manoir est situé sur le territoire de la commune de Gourin, au lieu-dit Conveau, dans le département du Morbihan en région Bretagne.

## Description
Le manoir date du XVIe siècle. Édifice à un étage carré construit en moellon sans chaîne en pierre de taille, toiture à longs pans couverte en ardoises ; pignon découvert ; pignon couvert.

## Historique
En 1426, le manoir dépendait de l'abbaye Notre-Dame de Langonnet. Il est inscrit à l'inventaire général du patrimoine culturel.